# 安藤房子
安藤 房子（あんどう ふさこ、Fusako Ando,  は、日本の作家、ライター、コラムニスト、恋愛カウンセラーである。

## 人物・来歴
20代での離婚を契機に心理学を学び、日本初の恋愛カウンセラーとして独立。メールカウンセラーの草分け。カラーセラピーや食の資格を生かしたオリジナルのアドバイス型カウンセリングで話題に。
“ココロがハッピーならカラダもハッピー、カラダがハッピーならココロもハッピー”をモットーに、姿勢改善やビューティーウォーキングもカウンセリングに取り入れるなど、心と身体両面からのアプローチが好評。過去のべ相談件数は30000件に及ぶ。2023年2月14日のバレンタインデーにハートフル出版を創業。電子書籍の時代を感じ、個人での出版活動も開始。一冊目は東スポ連載をまとめた「モテる！　男の心理学」。このkindle本が発売とともにスタートした無料キャンペーンでAmazon3カテゴリーで一位を独占。3冠となる。
ネット活動は作家デビュー前から盛ん。メールマガジン創成期にまぐまぐから発行していたメルマガ「恋マガジン」は約10000読者に読まれた。近年はインスタ「恋に効く詩の世界」が19Kと人気。
メディア出演しはじめたのは、2000年頃に埼玉ケーブルテレビのバラエティ番組「メディアッティ笑タイム」の恋愛相談コーナーを担当したのがきっかけ。同番組のMCの女性が降板してからは、安藤氏が男性アナウンサーとMCをつとめることになり、番組は数年間続いた。
その後、すべてのキー局やNHKの番組に出演。「アニメ女子部」（スカパー）では心理テスト制作と解説レギュラー、「ラブ・グリッド」（ABC）ではMC、番組監修・解説などもつとめた。ラジオも多数出演するなど、メディアでも積極的に活動をしている。
また、恋活・婚活関連の講演のほか、元電脳アイドルの千葉麗子と姿勢改善セミナーを行なうなど、コラボ活動も多い。
スポーツクラブの立ち上げやイベントにも関わるほか、ストレッチやウォーキングレッスンも。「発達障害のお子様向け運動教室」も運営するなど、近年は恋愛以外のお悩み相談も請け負うしあわせナビゲーターとしても活動している。著書、連載多数。メディア出演多数。
2023年2月、電子書籍出版のための「ハートフル出版」創業。

## 主な著書
- 「愛されて結婚する77のルール」（中経出版）　2009年9月1日発行 ISBN 978-4-8061-34534
- 「ママ、だいじょうぶ。我慢しなくていいんだよ」（中経出版）　2012年6月3日 ISBN 978-4-8061-4400-7 韓国で翻訳出版 ISBN 978-89-92814-65-2 13590
- 「恋に効く魔法の言葉～悲しみをのりこえる～」（九天社）　2004年3月5日 ISBN 4-901676-72-5
- 「恋に効く魔法の言葉～恋愛体質になる～」三部作（九天社）　2004年3月5日 ISBN 4-901676-70-9
- 「恋に効く魔法の言葉～愛される法則～」三部作（九天社）　2004年3月5日 ISBN 4-901676-71-7
- 「しあわせになるための別れのルール」（中経出版）　2010年5月21日 ISBN 978-4-8061-3690-3
- 「ハートのてっぺん」（発行リヨン社、発売二見書房）　2004年12月21日 ISBN 4-576-04253-X
- 「LoveNote～90日間で恋愛体質になる書きこみBOOK～」（大和書房）　2008年2月1日 ISBN 978-4-479-77102-9
- 「リサイクル・セックス」（WAVE出版）　2004年8月25日 ISBN 4-87290-196-7
- 「しあわせな関係」（オデッセウス出版）　2007年3月1日 ISBN 978-4-87276-550-2
- 「モテる！ 男の心理学: 東スポ人気連載シリーズ！ 女性がふりむく禁断のテクニック」（Kindle版）2023年2月2日 ASIN B0BTSLVQWP

＜取材を受けた記事掲載本＞
- 「裏モテの秘策」（KKベストセラーズ）　2005年8月1日 ISBN 4-584-18886-6
- 「美人電車」（ゴマブックス）　2006年6月10日 ISBN 4-7771-0405-2

※他、電子書籍、単行本への寄稿など多数

## 過去の主な連載
- 「不倫の理由」（東京スポーツ）2005年2月6日～2005年7月10日
- 「カウンセラーの知恵袋」（山形新聞）2006年12月25日発売号～2007年4月3日発売号
- 「妻はなぜ浮気をするのか？」（東京スポーツ）2007年5月3日～9月27日
- 「浮気妻の言い分」（東京スポーツ）2007年10月4日～2008年4月3日
- 「一瞬で女を夢中にさせる口説き術」（東京スポーツ）2009年9月9日～2010年4月2日
- 「カラダ占い～見た目でワカる女性の深層心理～」（東京スポーツ）2010年1月13日
- 「バイトで使えるモテ子テク」監修。（アルバイトニュース）]2011年
- 「仕事と恋に効く！ココロとカラダ術」（はた楽サロン）2011年8月頃から2012年の春まで
- 「オンナ占い～自分にピッタリの相手を探す心理術～」2012年10月23日～2013年3月26日
- 「男が知らないオンナの秘密」（東京スポーツ）2013年4月3日～2013年9月24日
- 「イチコロ塾～すぐに女をソノ気にさせる男の魔法～」2014年10月10日～2015年5月15日
- 「モテる！　男の心理学」（東京スポーツ）2015年4月3日～2015年10月2日
- 「誰でもスグにモテる！　口説き術」（東京スポーツ）2017年10月6日～2018年3月30日
- 「熟年離婚されない男の作法」（アサヒ芸能）2006年1月11日号～2006年4月12日号
- 「オンナを口説く心理術」（日刊スポーツ）2008年6月9日～2008年8月15日
- （ミキハウス子育て総研2016年2月13日～2016年5月28日
- 「モテ男になる！　ココロとカラダ塾」（日刊スポーツ）2016年11月12日～2016年2月13日
- 「安藤房子の　オンナを口説く心理術」（日刊スポーツ）2016年2月17日～2016年5月28日
- 「しあわせはおかわり自由」（ソニーデジタル）2017年9月～連載とコメント活動
- 徳間書店「アサジョ」に2019年4月～婚活・恋活コラム
- 「熟年離婚されないための男の作法」（アサヒ芸能）2021年1月～2021年12月
- 扶桑社「女子SPA！」に2022年3月より女性の恋愛相談・恋愛ノンフィクション
- 講談社 現代ビジネスに2022年12月より男性の恋愛相談・恋愛ノンフィクション

## 過去の主な監修、インタビュー
- 「セキララゼクシィ」（リクルート）恋愛特集“愛って何？”監修（2022/6/21）
- 日乃出出版小冊子に「緊急開設！ＦＢ恋愛相談室～女子のリアルな意見は恋愛マスターへの第一歩！～」が掲載（2010年01月19日）
- フリーペーパー「ホットペッパー」で「バレンタインデートのコツ」をコメント（2010/01/28）
- 「夕刊フジ」の「40代男性が20代女性からモテるワケ」コメント （2010/02/09）
- アサヒ芸能の「セックスレス解消法指南」コメント （2010/03/05）
- (ゼクシィネット）で「2番目に好きな人との結婚は幸せになれる？」をコメント（2010/03/23）
- 「サンデー毎日」の特集でコメント。 （2010/09/16　9/13発売）
- 「GLITTER」で、著書「しあわになるための別れのルール」をもとに恋愛特集が組まれた。（2010/09/16）
- 「anan」「かなわぬ恋特集」でコメント。 （2010/12/16）
- 「SPA！」の第一特集「成功するためのバカなフリ講座」Ｐ49でコメント。（2011/01/20）
- 「日経新聞」夕刊の生活面にてコメント。東日本大震災後にボランティア活動として無料カウンセリングをしていることなどの質問に答えた。（2011/05/09）
- 「セキララゼクシィ」の特集「彼氏と父親をくらべてしまう理由って？」]でコメント（2011/05/12）]
- 女性誌「PopSister」の特集「彼氏ができるまで」でコメント。心理学的なテクニックのコーナーにて、「草食系男子」「ガテン系男子」「チャラ男」の3タイプの男性を落とすための方法を話した。（2011/06/18）
- ネット版「R25」の特集「ココロに効くスマホの進化のカタチとは？」にてコメント（2011/08/05）
- 「SPA!」の特集「ビジネス・恋愛でここ一番に強くなる　32の技術」でコメント。（2011/08/23）
- 恋愛サイト「ヒトメボ」にてコメント。 テーマは、「釣っ魚に餌はやらない！？　付き合うと豹変する厄介な男の見分け方」です。（2011/08/23）
- 「SPA!」の特集「ビジネスで恋愛で　ここ一番に強くなる１５の技術」にてコメント。（2011/09/01　（８月３０日・９月６日合併号）
- 「R25」の特集にてコメント。テーマは、「今のうちに知っておきたい！　女子の”プロポーズ”の本音」（2011/09/15）
- 「iPhoneMagazine」の特集「女が落ちる男の条件」にてコメント。（2011/09/20　 vol.18 2011/11号）
- au公式サイト「au one Woman Styleイドバタトピックス」にて、「男性が見せる、好きのサイン」についてコメント。（2011/12/01）
- 「SPA！」の第一特集「成功するためのバカなフリ講座」P49にてコメント。（201201/20）
- 「日刊スポーツ」女流作家コーナーにインタビュー記事掲載（2018/3/27）
- 「今日の美人さん」50s.onlineにインタビュー記事掲載（2022/9/28）

## メディア出演
＜テレビ＞
- 「たけしのニッポンのミカタ！」（テレビ東京）に出演。（2010/2/19）
- インターネット番組「よしもとオンライン」にハリセンボンと生出演。（2010/04/07）
- Ｖ6の深夜番組「新知識階級クマグス」（TBSテレビ）に出演（2010/04/21）
- 「ロンブー淳さんの番組“デキビト”」（フジテレビ）に出演（2011/01/07）
- 「はなまるマーケット」（TBSテレビ）にて「歯を磨き始める場所でわかる　性格診断」についてコメント。（2011/11/10）
- 「ラブ・グリッド」（ABC放送）ではMC、番組監修・解説。

「メディアッティ笑タイム」（シティ―ブルテレビ）
MC・恋愛相談コーナーレギュラー

＜ラジオ＞
- 「ラジペディア」（J-WAVE）に企画協力。（2010/01/14）
- 「ラジペディア」（J-WAVE）出演。（2011/06/21、2012/01/08）
- 「姫ラジ」（レインボータウンFM）レギュラー。若手女性アイドルに恋愛指南。この番組でピアニストでアーティストのめろんちゃんと出会い、今も交流が続く。（2018/1/18～）

＜イベント＞
- 「元電脳アイドルの千葉麗子氏と姿勢改善セミナー」（2017/11/25）
- 「発達障がいお子様向け運動教室」スポーツインストラクターやダンサーとコラボ。定期的にイベントを行なう（2017年～）

## 受賞歴
- ミキハウス総研認定の第一回「輝くママ」に選出される（2011/08/31）